# Dylan Smith
Pour les articles homonymes, voir Smith.
Dylan Smith est un acteur canadien né le 19 août 1970  à Montréal au Québec.

## Filmographie

### Cinéma
- 2002 : Al's Lads : Saul
- 2004 : Geraldine's Fortune : Josh Fisher
- 2006 : 300 : une sentinelle
- 2008 : Kit Kittredge, journaliste en herbe : Frederich
- 2009 : Love and Savagery : Sean Collins
- 2011 : Hangnail : Kenny
- 2011 : High Chicago : Tiny
- 2011 : Les Immortels : Stephanos
- 2012 : Eddie : Eddie
- 2012 : Total Recall : Mémoires programmées : Hammond
- 2015 : Forsaken : Retour à Fowler City : Little Ned
- 2015 : Twine : Esus
- 2016 : October 9th : le père adoptif de la famille
- 2016 : Spectral : Talbot
- 2017 : La Momie : le pilote
- 2017 : Jonah : Fergus
- 2018 : Le Labyrinthe : Le Remède mortel : Jasper
- 2018 : Lune de miel : Daniel
- 2019 : First Cow : Trapper Jack
- 2020 : La Bataille de l'Escaut : Lieutenant Colonel Stewart
- 2021 : SAS: Rise of the Black Swan : Alex

### Télévision
- 1995 : Sugartime : le garde de la prison
- 2001 : Le Crime de l'Orient-Express : Tony Foscarelli
- 2001 : EastEnders : Ricardo (2 épisodes)
- 2008 : The Englishman's Boy : Ed Grace (2 épisodes)
- 2009 : Cold Blood : Chris Brown (1 épisode)
- 2010 : Les Enquêtes de Murdoch : Quentin Quinn (1 épisode)
- 2012 : Alphas : Ted Asher (1 épisode)
- 2013 : Republic of Doyle : Dante Peterson (1 épisode)
- 2016 : Ripper Street : Tristram Blanchard (1 épisode)
- 2016 : Dawn : Lakan
- 2017 : Into the Badlands : Jenkins (5 épisodes)
- 2019 : I Am the Night : Sepp (6 épisodes)
- 2019 : MotherFatherSon : M. Roberts (1 épisode)
- 2019 : Treadstone : Lowell (2 épisodes)
- 2022 : Le Seigneur des anneaux : Les Anneaux de pouvoir : Largo Brandyfoot (6 épisodes)

### Jeu vidéo
- 2017 : Star Wars Battlefront II : voix additionnelles